# 藤原隆
藤原隆（ふじわら たかし、1948年11月8日 - ）は日本の大蔵・金融官僚。東北財務局長、金融庁総務企画局長､（株）ジャスダック証券取引所会長などを歴任。血液型はB型。

## 来歴
秋田県秋田市出身（父母も秋田県）。秋田県立秋田高等学校、東京大学経済学部経済学科卒業。1972年 大蔵省入省（大臣官房文書課）。1977年7月 米沢税務署長。その後は和歌山県総務部財政課長、主計局総務課長補佐（歳入・国債係主査）、主計局主計官補佐（労働係主査）、主計局主計官補佐（厚生第三係主査）などを務める。1987年7月 大臣官房企画官兼大臣官房文書課。1990年7月 三重県総務部長。1996年7月12日 証券局総務課長。1998年7月1日 東北財務局長。1999年7月8日より金融監督庁へ移り、2001年1月6日 金融庁総務企画局審議官（総務担当）。2002年7月12日 金融庁総務企画局長。2003年7月29日 退官。同年9月 損害保険料率算出機構副理事長。2006年7月 （株）ジャスダック証券取引所取締役兼代表執行役会長。2016年6月 （株）東邦銀行監査役。

## 略歴
- 1972年4月：大蔵省入省（大臣官房文書課）[2]。
- 1974年8月：大臣官房調査企画課。
- 1976年4月：関税局企画課企画第一係長。
- 1977年7月：米沢税務署長。
- 1978年7月：銀行局特別金融課長補佐心得。
- 1979年7月：銀行局特別金融課長補佐。
- 1980年7月：和歌山県総務部財政課長。
- 1982年6月：主計局総務課長補佐（歳入・国債係主査）。
- 1983年6月：主計局主計官補佐（労働第一、二係主査）。
- 1984年6月：主計局主計官補佐（厚生第三係主査）。
- 1985年7月：証券局資本市場課長補佐。
- 1987年7月：大臣官房企画官 兼 大臣官房文書課。
- 1989年6月：東京国税局調査第一部長。
- 1990年7月：三重県総務部長。
- 1992年7月：主税局調査課長。
- 1993年7月：証券局証券市場課長。
- 1995年6月：証券局証券業務課長。
- 1996年7月12日：証券局総務課長。
- 1998年6月22日：大臣官房付。
- 1998年7月1日：東北財務局長。
- 1999年7月8日：金融監督庁長官官房審議官。
- 2000年7月1日：金融庁総務企画部審議官（総務担当）。
- 2001年1月6日：金融庁総務企画局審議官（総務担当）。
- 2002年7月12日：金融庁総務企画局長。
- 2003年7月29日：退官。

## 大蔵省同期
同期には津田広喜（（株）日本取引所グループ取締役会議長、財務事務次官、主計局長、大臣官房長、大臣官房総括審議官、東京税関長）、木村幸俊（商工組合中央金庫副社長・副理事長、国税庁長官、関税局長、東京国税局長）、渡辺博史（国際協力銀行代表取締役総裁、財務官、国際局長、国際局次長、大臣官房審議官（国際局担当））、滝本豊水（弁護士、大臣官房審議官（大臣官房担当）兼財金研究所次長）、五味廣文（金融庁長官、金融庁監督局長、金融庁検査局長）、武田宗高（JT副社長、内閣府審議官（沖縄担当）、内閣府政策統括官（沖縄政策担当））、金井照久（沖縄振興開発金融公庫理事長、財務総研所長、国土交通省政策統括官）、村上喜堂（国税庁次長、国税庁課税部長、国税庁調査査察部長）、村木利雄（佐賀銀行代表取締役会長、国税不服審判所次長、国税庁長官官房審議官（酒税等担当））、豊田潤多郎（衆議院議員）らがいる。